# آرثي آغاروال
آرثي شاشانك آغاراوال (بالهندية: आरती अग्रवाल)‏ (5 مارس 1984 - 6 يونيو 2015) ممثلة هندية أمريكية.

## ولادتها
ولدت ممثلة هندية آرثي آغاروال في 5 من مارس عام 1984 في ولاية نيو جرسي بالولايات المتحدة الأمريكية.

## وفاتها
توفيت آغاراوال في 6 يونيو 2015 بسبب مرض القلب.

## روابط خارجية
- آرثي آغاروال على موقع IMDb (الإنجليزية)
- آرثي آغاروال على موقع قاعدة بيانات الفيلم (الإنجليزية)